# Нос (профессия)
Нос (профессия) – специалист по запахам, обладающий способностью различать до 10000 разных оттенков. Существует несколько вариаций названия этой профессии: мастер-парфюмер, главный парфюмер. Однако во Франции, стране, которая считается родиной парфюмерии, человека, работа которого состоит в определении запахов путём «пронюхивания», называют «нос».

## О профессии
Всего в мире существует около 200 дипломированных мастеров-парфюмеров, 50 из которых проживают в Грасе (Франция), не более 10 работают в России. Главной отличительной особенностью «носов» является их редкая способность распознавать от 2000 до 10000 разных запахов. В ходе исследований, проведенных американскими учеными Линдой Бак  и Ричардом Акселем, было доказано, что каждая клетка человеческого мозга «отвечает» за определенный запах. И таких обонятельных нейронов у человека около 10 миллионов, каждый из которых имеет десятки тысяч рецепторов. Таким образом, наша обонятельная система может распознавать огромное количество запахов, однако по-отдельности. Отличительной же особенностью профессии «нос» является умение не только распознавать, но и запоминать запахи (ольфакторная память), а также анализировать их, накапливая таким образом «палитру». Чтобы несколько облегчить процесс запоминания, мастера-парфюмеры стараются сделать запахи более предметными - связать их с образами, впечатлениями, воспоминаниями.
Данная профессия требует также глубоких знаний в области биологии, химии, физики, ботаники и фармацевтики. Для поступления в Международную парижскую школу парфюмерии, косметики и ароматных веществ (ISIPCA) в Версале, основанную в 1970 году Жаном Полем Герленом, абитуриенты предоставляют диплом бакалавра в области химии. Эти знания необходимы, поскольку вступительное испытание - это экзамен по органической химии и ольфактивные тесты. Суть последних заключается в определении природы запахов, которыми пропитаны блоттеры (бумажные полоски). В случае зачисления обучение продолжается два года. В конце первого года на экзамене студент должен определить пять запахов. В конце второго необходимо умение распознавать 300 запахов. Схожие испытания ждут и в Граском институте парфюмерии (GIP), где для поступления требуется диплом бакалавра в области химии, биохимии или фармацевтики.
Сегодня многие задаются вопросом: «"Носами" рождаются или становятся?»

Отчасти это врожденный талант, однако многое зависит от дальнейшего обучения. Для создания аромата недостаточно лишь превосходного обоняния. Нужны интуиция, воображение, творческие способности и хорошее образование. Есть такие люди, которых с детства тянуло исследовать запахи, но есть и такие, которые оказались в мире парфюмерии совершенно случайно. Одно я знаю точно: чтобы стать настоящим «носом», нужно учиться.— Джованни Падован, совладелец компании Antica Profumeria al Sacro Cuore.
Рабочий день дипломированного мастера-парфюмера начинается рано – в 6 утра – и длится всего 2-3 часа. Это максимальная продолжительность, когда рецепторы носа способны воспринимать и распознавать большое количество запахов. Потом чувствительность обоняния уменьшается, запахи накладываются друг на друга, и работа прерывается. У других людей способность распознавать одновременно много запахов может длиться всего несколько минут.

## Экскурс в историю
Первое упоминание о парфюмерах-ремесленниках во Франции относится к XII в. В 1190 г. Филипп II Август наделил их цеховыми правами, которые в 1357 г. подтвердил Иоанн II, а в 1582 – Генрих III. Претендовать на звание мастера-парфюмера мог только тот, кто в течение четырёх лет состоял в качестве ученика и ещё три года в роли подмастерья.
В XV веке в Италии стали возрождаться изящные искусства, и роль мастеров-парфюмеров значительно возросла. Венецианцы стали ввозить в Европу ароматы Востока. Так, Екатерина Медичи, которая прибыла из Италии во Францию, чтобы выйти замуж за Генриха II, привезла с собой некоего флорентийца Реве. Он славился своим умением составлять духи, создавать косметические средства, а также умел изготавливать яды. Мост Менял, где находилась его лавка, стал притягивать к себе высшее общество Франции. Считается, что с тех пор парфюмерная продукция стала постоянным предметом обихода французов.
В Англии парфюмерия обрела весомое значение лишь с приходом королевы Елизаветы I. После путешествия по Италии достопочтенный сэр Эдуард де Вер, граф Оксфордский, привёз в подарок королеве надушенные перчатки, камзол и другие вещи, пропитанные разными запахами. До этого времени ароматические воды в Англии не были распространены.

## Сферы применения

### В криминалистике
В криминалистике профессия «нос» встречается гораздо реже, чем в парфюмерии. Тем не менее, в некоторых случаях нужна помощь людей, обладающих способностью различать, классифицировать и анализировать запахи. Так, например, если требуется анализ в рамках уголовного дела по фальсификации изделий известных торговых марок, прибегают именно к помощи «носов».

### В астронавтике
Профессия «нос» крайне востребована в астронавтике. Поскольку любой предмет имеет определенный запах, крайне важно не допустить попадание зловонных объектов на космическую станцию ввиду замкнутости пространства и перепада температур. В НАСА работает целая команда «носов», в круг задач которых входит «пронюхивание» всех без исключения предметов, которые будут взяты на борт космического корабля, в том числе анализу подвергаются чернила для шариковых ручек. Работа этих людей крайне важна, поскольку ни электронные устройства, ни собаки не способны определить, будет ли тот или иной запах опасен или неприятен для человека в космосе.

## Ограничения профессии

### Физические
Восприятие запахов индивидом во многом обусловлено генетически заложенной информацией. Однако помимо ДНК на обоняние влияет множество субъективных факторов.
Так, отрицательные эмоции значительно меняют восприятие запахов: находясь в состоянии тревоги, человек воспринимает ранее нейтральные ароматы в негативном ключе.
Чрезмерное употребление жирной пищи ведет к частичной потере обоняния.
Курение является ещё одним препятствием на пути к профессии «нос».
Мастером-парфюмером не сможет стать человек, страдающий аллергией, эндокринными заболеваниями, имеющий заболевания дыхательной системы.
Склонность к респираторно-вирусным, кожным заболеваниям и к мигрени также является ограничением профессии.
Сухой воздух в помещении и наличие пыли станут несомненной преградой на пути того, чья профессия заключается в составлении ароматов.

### Половые
Принято считать, что профессия «нос» является прерогативой мужчин. Пьер Франсуа Паскаль Герлен, Жан Пату, Джеймс Генри Крид, Жан-Франсуа Убиган были основателями парфюмерных домов, которые и на сегодняшний день являются лидерами на рынке парфюмерии. Их преемниками становились исключительно мужчины, поскольку такова была многовековая традиция. Однако с течением времени в профессию стали приходить женщины. Одна из них, София Гройссман, сегодня считается «лучшим носом Америки». В пользу женщин также говорят результаты последних исследований, согласно которым, они способны лучше мужчин распознавать и классифицировать запахи, различая их мельчайшие нюансы.

## Спорные эксперименты
В 1997 году была создана парфюмерная компания Demeter Fragrance Library, которая специализировалась на составлении необычных духов. Парфюмеров интересовали эксперименты с ароматами дома. Так, например, были созданы духи с запахом овощного супа, рыбы, хлеба, капучино, ковра, пропахшего пылью и многие другие. Несмотря на то, что компания до сих пор существует и производит новые ароматы, первые эксперименты оказались неудачными. Кроме запаха капучино, ни один не пользовался спросом среди покупателей.
Спорными можно назвать ароматы для собак и кошек «Oh, my dog!» и «Oh, my cat!» созданные мастерами-парфюмерами компании Dog Generation в 1999 году .

## Синестезия в парфюмерии
В повседневной речи, не прибегая к специальным терминам, описать тот или иной аромат довольно непросто. На помощь приходят аналогии, описание запаха через ощущения и т.д. Парфюмеры склонны в прямом смысле видеть, а иногда и слышать тот или иной аромат. Это явление называется синестезией. Так, например, парфюмеры способны воссоздать аромат изобразительного искусства. Картина Сандро Боттичелли «Рождение Венеры» воплощена в аромате Bvlgari Aqva Divina. 
Черно-белые фотографии Роберта Мэпплторпа вдохновили Аню Рубик на создание своего первого парфюма «Original». 
Оперу Пуччини «Мадам Баттерфляй» парфюмеры воплотили в аромате под названием Cio Cio San.  
Русский балет сподвиг основателя бренда Escentric Molecules Гезу Шоена на создание аромата Precision & Grace. Этот же парфюмер создал необычную композицию Boudicca Wode, воздействующую сразу на несколько органов чувств: после распыления парфюма несколько секунд можно видеть легкие капли цвета индиго, которые затем испаряются.

## Отражение в искусстве
Одним из первых произведений, отразивших особенности профессии «нос», стал роман Патрика Зюскинда «Парфюмер. История одного убийцы» (1985 г.), позже по мотивам книги вышел одноимённый фильм (2006 г.). Жан-Батист Гренуй, обладающий способностью улавливать любой существующий запах, преследует цель создать идеальный аромат. Для этого требуется заполнить 30 пробирок. Источниками для коллекции становятся молодые красивые девушки, которых Гренуй убивает и методом анфлёража получает их запахи. Согласно оценке экспертов-парфюмеров, несмотря на сложность сюжета, фильм  абсолютно не коррелирует с действительностью. Ни один человек не способен улавливать и различать все существующие запахи, как это показано в фильме. Единственный факт из области парфюмерии, показанный достоверно, - метод анфлёража.
Один из главных персонажей советского фильма «Опасный возраст» (1981 г.)  - Наркис Михайлович Родимцев (Юозас Будрайтис), эксперт-парфюмер, обладающий острым обонянием и способностью различать большое количество запахов. Помимо работы на парфюмерной фабрике Родимцев помогает раскрывать преступления. В одном из эпизодов, помогая следствию, Родимцев получает травму и теряет способность различать большую, чем обычный человек палитру запахов. Фильм, по мнению экспертов, относительно близок к реальности профессии. Очень чётко отражена привычка парфюмеров озвучивать те запахи, которые они улавливают где бы они ни были.
Главный герой украинского телесериала «Нюхач» (2013 г.) благодаря сверхчувствительному обонянию способен раскрыть любое преступление.